# Hellocourt
Hellocourt est une ancienne commune de Moselle en région Grand Est, absorbée par Maizières-lès-Vic en 1885.

## Histoire
- La terre d’Hellocourt, nom attesté depuis 1594, s’appelait primitivement La Broc (1152), puis la Bruck (1228). Propriété successive de plusieurs familles nobles au XVIIe siècle, le domaine est racheté au début du XIXe siècle par le baron Grandjean qui fait construire un château.
- Après l’annexion allemande, le domaine d’Hellocourt est racheté au comte de Villate en 1890 par Wilhelm Lorenz, ingénieur à Karlsruhe. Il modernise l’ensemble du domaine dont il oriente la production vers la pisciculture, l’élevage bovin, celui des porcs et des chevaux et confie la gestion des 500 hectares (dont 130 de forêt et 52 d’étang) à un régisseur. Les deux hommes seront expulsés en 1919.
- En 1933, le fabricant de chaussures Bata rachète le domaine, et y installe une usine (Bataville).
- Le nom change pour Hellohof pendant l'occupation allemande.

## Démographie
| 1793 | 1800 | 1806 | 1821 | 1831 | 1836 | 1841 | 1846 | 1851 |
| ---- | ---- | ---- | ---- | ---- | ---- | ---- | ---- | ---- |
| 41   | 47   | 40   | 45   | 43   | 33   | 32   | 37   | 35   |

| 1856 | 1861 | 1872 | 1876 | 1881 | - | - | - | - |
| ---- | ---- | ---- | ---- | ---- | - | - | - | - |
| 28   | 30   | 29   | 33   | 43   | - | - | - | - |

## Personnalités liées à la commune
- Charles Louis Dieudonné Granjean, Député de la Meurthe en 1820, mort à Nancy en 1828, il a été fait comte en 1823, il fut propriétaire d'Hellocourt.